# Rolf Edwardson
Rolf Einar Edwardson, född 10 juni 1944 i Alingsås stadsförsamling i Älvsborgs län, död 18 augusti 2022, var en svensk militär.

## Biografi
Edwardson avlade studentexamen i Danderyd 1964. Han avlade sjöofficersexamen vid Sjökrigsskolan 1967 och utnämndes samma år till fänrik i flottan, där han befordrades till löjtnant 1969, till kapten 1972 och till örlogskapten 1978. Under sin tidiga karriär var han bland annat fartygschef på torpedbåt. Han gick Stabskursen på Marinlinjen vid Militärhögskolan 1978–1980, varpå han innehade taktiska och operativa befattningar vid Sydkustens örlogsbas och vid staben i Södra militärområdet. Vid sovjetiska ubåten U137:s grundstötning utanför Karlskrona 1981 var han vakthavande befäl vid örlogsbasen. Han befordrades till kommendörkapten 1987, var chef för 44. robotbåtsdivisionen 1992–1993 och kurschef vid Militärhögskolan 1995–1996. Hans sista sjökommendering var som fartygschef på minfartyget Carlskrona 1996–1997 och under hans chefskap genomfördes en längre utbildningsexpedition till Västafrika och Sydamerika. Edwardson avslutade sin tjänstgöring i Försvarsmakten som stabschef vid Sydkustens marinkommando 1997–2000.
Rolf Edwardson invaldes som ledamot av Kungliga Örlogsmannasällskapet 1999 och var sällskapets bibliotekarie 2000–2010.
Rolf Edwardson var son till byrådirektör Einar Edwardson och Rut Apelkvist. Han gifte sig 1972 med Christina Hjelmqvist. De fick tre barn, däribland sjöofficeren Fredrik Edwardson.

## Utmärkelser
- Kungliga Örlogsmannasällskapets förtjänstmedalj i silver (2010)[7]